# Lecco Calcio 1994-1995
Questa pagina raccoglie le informazioni riguardanti il Lecco Calcio nelle competizioni ufficiali della stagione 1994-1995.

## Stagione
Nella stagione 1994-1995 il Lecco ha disputato il girone A del campionato di Serie C2, ottenendo la sesta posizione in classifica con 50 punti. Il torneo è stato vinto con 70 punti dal Brescello che ha ottenuto la promozione diretta in Serie C1, la seconda promossa è stata il Saronno che ha vinto i playoff. A Lecco viene confermato l'allenatore Antonio Pasinato, la novità riguarda la presidenza, che viene affidata a Costante Grassi. Un campionato incredibile quello disputato dal Lecco. Un girone di andata da prima della classe, che vince il girone con 35 punti, prima in solitario al giro di boa. Poi quando l'aria profumava di promozione, un crollo clamoroso e vertiginoso nel ritorno. Con 15 punti raccolti, ha fatto peggio solo il retrocesso Trento. A fine marzo si è stati costretti al cambio allenatore, nel tentativo di fermare il crollo, dopo la sconfitta di Brescello (1-0) sono arrivate le dimissioni di Antonio Pasinato, con il suo sostituto Titta Rota nei panni del tecnico e anche del medico psicologo, senza però invertire il trend. Miglior marcatore di stagione Corrado Cortesi, che con 17 reti in campionato è stato il miglior marcatore del girone A. In Coppa Italia i lariani eliminano nel primo turno il Palazzolo, nel secondo turno sono estromessi dalla competizione dal Pavia.

## Rosa
| N. |                   | Ruolo | Calciatore           |
| -- | ----------------- | ----- | -------------------- |
|    | Italia (bandiera) | C     | Gioacchino Adamo     |
|    | Italia (bandiera) | C     | William Aldovandri   |
|    | Italia (bandiera) | A     | Alberto Bertolini    |
|    | Italia (bandiera) | C     | Mauro Borghetti      |
|    | Italia (bandiera) | A     | Corrado Cortesi      |
|    | Italia (bandiera) | C     | Oreste Didonè        |
|    | Italia (bandiera) | C     | Luciano Foschi       |
|    | Italia (bandiera) | D     | Cristiano Giaretta   |
|    | Italia (bandiera) | D     | Massimiliano La Rosa |

| N. |                   | Ruolo | Calciatore              |
| -- | ----------------- | ----- | ----------------------- |
|    | Italia (bandiera) | D     | Lorenzo Marconi         |
|    | Italia (bandiera) | D     | Claudio Maretti         |
|    | Italia (bandiera) | P     | Dario Marigo            |
|    | Italia (bandiera) | A     | Davide Menegola         |
|    | Italia (bandiera) | P     | Massimiliano Micheletti |
|    | Italia (bandiera) | C     | Marco Monti             |
|    | Italia (bandiera) | D     | Marco Monza             |
|    | Italia (bandiera) | D     | Roberto Motterlini      |
|    | Italia (bandiera) | A     | William Tagliabue       |

## Risultati

### Campionato

#### Girone di andata
| Arbitro: | Gabriele (Frosinone) |

|            |           |  |
| Didonè 38’ | Marcatori |  |

| Arbitro: | Bianchi (Prato) |

|                                 |           |                    |
| Borgobello 43’ Guatteo 61’, 67’ | Marcatori | 72’ (rig.) Cortesi |

| Arbitro: | Sciamanna (Ascoli Piceno) |

|                                             |           |  |
| Cortesi 37’ (rig.), 43’, 76’ Aldrovandi 82’ | Marcatori |  |

| Arbitro: | Bertini (Arezzo) |

|               |           |                  |
| Tamagnini 31’ | Marcatori | 12’, 46’ Cortesi |

| Arbitro: | Esposito (Venezia) |

|                               |           |  |
| Cortesi 36’ (rig.) Foschi 44’ | Marcatori |  |

| Arbitro: | Mandolito (Cosenza) |

|             |           |  |
| Guidoni 17’ | Marcatori |  |

| Arbitro: | Strocchia (Nola) |

|  |           |                                              |
|  | Marcatori | 10’ (rig.) Didonè 41’ Aldovrandi 89’ Cortesi |

| Arbitro: | Sputore (Vasto) |

|             |           |              |
| Cortesi 89’ | Marcatori | 29’ Salamone |

| Arbitro: | Cardella (Torre del Greco) |

|  |           |                          |
|  | Marcatori | 77’ Cortesi 90’ Giaretta |

| Arbitro: | Paparesta (Bari) |

|             |           |             |
| Cortesi 74’ | Marcatori | 11’ Franchi |

| Lecco 13 novembre 1994 11ª giornata | Lecco                 | 0 – 0 | Trento | \| Arbitro: \| Linfatici (Viareggio) \| |
| Arbitro:                            | Linfatici (Viareggio) |       |        |                                         |

| Arbitro: | Zaltron (Bassano del Grappa) |

|  |           |               |
|  | Marcatori | 90’ Tagliabue |

| Arbitro: | Cito (Nichelino) |

|             |           |           |
| Cortesi 39’ | Marcatori | 79’ Taldo |

| Arbitro: | Lion (Padova) |

|  |           |             |
|  | Marcatori | 49’ Cortesi |

| Lecco 11 dicembre 1994 15ª giornata | Lecco             | 0 – 0 | Cremapergo | Stadio Mario Rigamonti\| Arbitro: \| Capozzi (Vicenza) \| |
| Arbitro:                            | Capozzi (Vicenza) |       |            |                                                           |

| Arbitro: | Ruggiero (Nocera Inferiore) |

|  |           |             |
|  | Marcatori | 2’ Menegola |

| Arbitro: | Longo (Paola) |

|                        |           |  |
| Foschi 28’ Cortesi 83’ | Marcatori |  |

#### Girone di ritorno
| Arbitro: | Genovese (Avellino) |

|           |           |  |
| Laghi 41’ | Marcatori |  |

| Arbitro: | Dagnello (Trieste) |

|                  |           |               |
| Cortesi 46’, 75’ | Marcatori | 72’ Biagianti |

| Arbitro: | Rossi (Ciampino) |

|                  |           |  |
| Manca 73’ (rig.) | Marcatori |  |

| Arbitro: | Ayroldi (Molfetta) |

|                  |           |                         |
| Maretti 25’, 62’ | Marcatori | 8’ Tamagnini 64’ Faggin |

| Arbitro: | Gregoroni (Napoli) |

|                                |           |                          |
| Provenzano 20’, 64’ Artico 83’ | Marcatori | 62’ Tagliabue 72’ Foschi |

| Arbitro: | Guiducci (Arezzo) |

|                            |           |  |
| Cortesi 11’ Aldovrandi 80’ | Marcatori |  |

| Arbitro: | Buda (Pescara) |

|               |           |                   |
| Tagliabue 26’ | Marcatori | 55’ (rig.) Baiesi |

| Arbitro: | Ercolino (Cassino) |

|                       |           |  |
| Bertolotti 34’ (rig.) | Marcatori |  |

| Arbitro: | Baglioni (Prato) |

|            |           |                        |
| Maretti 3’ | Marcatori | 31’ Zanin 75’ Sonzogni |

| Arbitro: | Malatesta (Terni) |

|          |           |  |
| Riva 35’ | Marcatori |  |

| Arbitro: | Ingenito (Nocera Inferiore) |

|                               |           |                                            |
| Bressi 19’ (rig.) Caliari 75’ | Marcatori | 24’ Maretti 70’ Giaretta 78’ (rig.) Foschi |

| Arbitro: | Gabriele (Frosinone) |

|                                |           |  |
| Menegola 23’ Foschi 73’ (rig.) | Marcatori |  |

| Arbitro: | Strocchia (Nola) |

|                                 |           |  |
| Terraneo 60’ Taldo 81’ Asta 87’ | Marcatori |  |

| Arbitro: | Di Gaspare (San Benedetto del Tronto) |

|  |           |            |
|  | Marcatori | 84’ Molena |

| Arbitro: | Tullio (Avezzano) |

|                            |           |  |
| Coti 80’ (rig.) Poloni 87’ | Marcatori |  |

| Arbitro: | Pascariello (Lecce) |

|  |           |               |
|  | Marcatori | 75’ Stringara |

| Tempio Pausania 21 maggio 1995 34ª giornata | Tempio             | 0 – 0 | Lecco | Stadio Nino Manconi\| Arbitro: \| Preschern (Mestre) \| |
| Arbitro:                                    | Preschern (Mestre) |       |       |                                                         |

## Coppa Italia
| Arbitro: | Calcagno (Nichelino) |

|                                           |           |  |
| Didonè 16’ Cortesi 24’ Tagliabue 34’, 45’ | Marcatori |  |

| Arbitro: | Innocente (Udine) |

|  |           |               |
|  | Marcatori | 71’ Tagliabue |

| Arbitro: | Vendramin (Castelfranco Veneto) |

|                          |           |                |
| Manna 24’, 71’ Amato 69’ | Marcatori | 45’ Aldovrandi |

| Arbitro: | Pellegatta (Collegno) |

|                                        |           |                         |
| La Rosa 44’ Aldovrandi 54’ Maretti 74’ | Marcatori | 27’ Amato 52’ Angeretti |